# LV-2 미사일
LV-2는 미국 록히드마틴이 개발한 IRBM이다.

## 역사
미국은 INF 조약으로 IRBM 개발이 금지되어 있었다. 그러나, 미사일 방어 체계 개발을 위해, 북한의 IRBM을 모방한 타겟용 미사일을 개발해, 이를 발사하고, GBI 미사일, SM-3 미사일로 요격을 시험했다.
LV-2 미사일은 3단 고체연료 트라이던트 C4(UGM-96 트라이던트 I) 미사일의 1단과 2단을 사용하며, 사거리 3000-5500 km의 IRBM이다. 2010년 1월 31일 최초 발사했다.
태평양의 마셜 제도에서 미국 본토 쪽으로 발사되어, 요격시험을 했다. 마셜 제도는 LA에서 서쪽으로 7700 km 떨어져 있다.

## 발사기록
- 1  LV-2, 2010년 1월 31일, FTG-06 Target, GMD 시스템
- 2  LV-2, 2010년 12월 15일, FTG-06a Target, GMD 시스템
- 3  LV-2, 2011년 4월 15일, FTM-15 Target, Flight Test-Standard Missile-15 (FTM-15), 이지스 BMD
- 4  LV-2, 2013년 5월 7일, FTG-07 Target, GMD 시스템
- 5  LV-2, 2014년 6월 22일, FTG-06b Target, GMD 시스템

## 제원
- 길이: 13.7 m (45 피트)
- 직경: 1.8 m (72 인치)
- 무게: 29.5 톤 (65,000 파운드)
- 사거리: 3000-5500 km
- 엔진: 2단 고체연료

## 같이 보기
- 아틀라스 LV-3B - 이름은 비슷한데 옛날 로켓이다.
- LV-3 미사일 - 모의 ICBM 미사일